# Омельчук Ольга Іванівна
О́льга Іва́нівна Омельчу́к (нар. 12 червня 1981, м. Екібастуз, Казахська РСР) — український політик та військовий парамедик. Міська голова м. Нетішина (2010—2012). З вересня 2014  проходить службу в складі добровольчого батальйону територіальної оборони «Київ-12». 

## Біографія
Після закінчення у 2004 році Київського університету права за спеціальністю «Цивільне та трудове право» два роки працювала в Києві юристом у консалтинговому об'єднанні «Навігатор». З 2005 по 2010 рр. — голова юридичної компанії «Консалт», м. Нетішин.
У 2010 році була обрана міським головою м. Нетішина, ставши при цьому наймолодшою в історії України жінкою-мером. В березні 2012 року Нетішинська міська рада проголосувала за висловлення недовіри Ользі Омельчук.
2013—2014 рр. — засновник та координатор волонтерської програми «Майдан. Медики», яка координувала роботу волонтерів-медиків Євромайдану у місті Києві, а пізніше — у зоні АТО на Луганщині.
З 2014 року проходить службу старшим солдатом у складі добровольчого батальйону територіальної оборони «Київ-12».

## Нагороди
У 2016 році нагороджена Президентом України орденом «За мужність» III ступеня — ризикуючи життям, надала медичну допомогу 20 пораненим військовикам.